# Nathalie Lupino
Nathalie Lupino, född den 13 juni 1963 i Valenciennes, Frankrike, är en fransk judoutövare.
Hon tog OS-brons i damernas tungvikt i samband med de olympiska judotävlingarna 1992 i Barcelona.